# ناثان براون (لاعب كرة قدم أسترالية)
ناثان براون (بالإنجليزية: Nathan Brown)‏ هو لاعب كرة قدم أسترالية أسترالي، ولد في 17 ديسمبر 1988 في North Ballarat Football Club ‏ في أستراليا.

## وصلات خارجية
- ناثان براون على موقع AustralianFootball.com (الإنجليزية)
- ناثان براون على موقع AFLtables.com (الإنجليزية)